# Zhongyuanlu (häradshuvudort i Kina, Henan Sheng, lat 35,77, long 115,06)
Zhongyuanlu (kinesiska: 中原路, 华龙区) är en häradshuvudort i Kina. Den ligger i provinsen Henan, i den centrala delen av landet, omkring 170 kilometer nordost om provinshuvudstaden Zhengzhou. Antalet invånare är 655 674. Befolkningen består av 326 233 kvinnor och 329 441 män. Barn under 15 år utgör 19,0 %, vuxna 15-64 år 74 %, och äldre över 65 år 6,0 %.
Runt Zhongyuanlu är det tätbefolkat, med 913 invånare per kvadratkilometer. Närmaste större samhälle är Puyang, 4,0 km väster om Zhongyuanlu. Trakten runt Zhongyuanlu består till största delen av jordbruksmark.
Genomsnittlig årsnederbörd är 623 millimeter. Den regnigaste månaden är juli, med i genomsnitt 194 mm nederbörd, och den torraste är januari, med 3 mm nederbörd.